# Vjekoslav Heinzel
Vjekoslav Heinzel (ur. 27 sierpnia 1871 w Zagrzebiu, zm. 1 marca 1934 tamże) – chorwacki architekt i polityk.

## Życiorys
W 1893 roku ukończył studia w dziedzinie architektury na Uniwersytecie w Stuttgarcie.
W latach 1895–1905 pracował jako wykładowca w Zagrzebiu. W latach 1896–1912 prowadził przedsiębiorstwo budowlane. W latach 1912–1920 był prezesem izby przemysłowo-handlowej (chorw. Trgovačke i obrtničke komore).
Od 1910 roku był radnym Zagrzebia. W latach 1920–1921 i 1922–1928 sprawował funkcję burmistrza.